# Сіябонга Нгезана
Сіябонга Нгезана (англ. Siyabonga Ngezana; нар. 15 липня 1997) — південноафриканський футболіст, захисник румунського клубу ФКСБ та національної збірної ПАР.
Виступав також за клуб «Кайзер Чіфс». Чемпіон Румунії, володар Суперкубка Румунії.

## Клубна кар'єра
Сіябонга Нгезана народився 1997 року. Розпочав займатися футболом у юнацькій команді клубу «Сінаана Ганнерс», пізніше грав у юнацьких командах клубів «Орландо Пайретс» та «Кайзер Чіфс». У професійному футболі дебютував 2017 року виступами за команду «Кайзер Чіфс», в якій грав до 2023 року, взявши участь у 95 матчах чемпіонату.
З 2023 року Нгезана грає у складі румунського клубу ФКСБ. У складі бухарестської команди південноафриканський футболіст став чемпіоном Румунії та володарем Суперкубка Румунії.

## Виступи за збірні
Протягом 2017—2019 років Сіябонга Нгезана залучався до складу молодіжної збірної ПАР. На молодіжному рівні зіграв у 5 офіційних матчах.
У 2018 році Нгезана дебютував у складі національної збірної ПАР. Станом на кінець 2024 року зіграв у складі національної збірної 7 матчів, у яких забитими м'ячами не відзначився.

## Титули і досягнення
- Чемпіон Румунії (2):

ФКСБ: 2023-24, 2024-25
- Володар Суперкубка Румунії (2):

ФКСБ: 2024, 2025